# Mússol (festival)
El festival Mússol és un festival de música benèfic anual que es celebra a la tardor a Barcelona. La primera edició fou celebrada el 2020 a la Sala la Nau. A cada edició hi participen múltiples artistes catalans contabilitzant per a un total de al voltant de dues hores d'espectacle. El Festival ha estat nominat als Iberian Festival Awards a 11 categories, entre les quals destaquen Best Festival, o Best Live Performance.
El festival compta amb dues edicions realitzades. La primera edició es va realitzar al 2020 a la Sala La Nau de Barcelona, on van comptar amb Miki Núñez com a cap de cartell, i amb artistes com Ferran Palau, Vic Mirallas, Paula Grande, The Tyets, Magalí Sare, EMLAN (Arnau Moreno), Andana i Àlex Pérez. Tots els beneficis van anar destinats a l’Associació Sant Joan de Déu per a la recerca del càncer infantil. La segona edició es va realitzar al 2021 a la Sala Barts de Barcelona, amb Amaia com a cap de cartell i amb artistes com Núria Graham, El Niño de la Hipoteca, Meritxell Neddermann, Queralt Lahoz, Sr.Chen, Sr.Wilson, Àlex Dee i Sabana. Tots els beneficis van anar destinats a l'AFANOC (Associació de Familiars i Amics del càncer).